# Porty
Porty, vlastním jménem Filip Portales (* 4. února 1999 Mladá Boleslav), je český youtuber a rapper. V roce 2016 vyhrál v anketě Český slavík. Nyní žije v Praze. 

## Život a kariéra
Narodil se v roce 1999 v Mladé Boleslavi. Jeho otec má kubánský původ, matka je Češka. Má jednoho staršího bratra. K roku 2017 žil v Ostravě, později se přestěhoval zpět do Mladé Boleslavi. 
Po ukončení základní školy se na střední škole učil zedníkem, původně měl v plánu začít pracovat v závodu automobilové firmy Škoda Auto. V mládí působil také jako hokejista v B týmu mládežnického hokejového klubu HC Benátky nad Jizerou.

### Působení na sociálních sítích
Na platformě YouTube natáčí videa již od dětství. V roce 2009 vydával animovaný seriál. První kanál s názvem Slimestudio založil v roce 2012, o dva roky o něj nicméně přišel poté, co sdělil heslo útočníkovi, který se vydával za jednoho z jeho kamarádů. Natáčel na něj hlavně videohru Minecraft. V říjnu 2013 si založil nový kanál Porty, na kterém působí dodnes. Zaměřuje se hlavně na let's playe a na videa z videoher obecně. Vlastní také kanál PortyMusic , na který nahrává svou hudební tvorbu.Vlastni ještě jeden kanal který nese nazev Porty hraje.  V únoru 2023 byl hostem podcastu Spotlight, v červnu 2023 byl hostem podcastu Adama Jíchy Temný internet.
Zúčastnil se několika youtuberských akcí, například v roce 2018 festivalu Utubering.

#### Přezdívka
Při zakládání svého druhého YouTube kanálu jej přezdívkou Porty označovali jeho přátelé, a tak se rozhodl pod ní vystupovat i na platformě. Přezdívka Portykong pak vznikla v souvislosti s novým merchem, který připravoval a na který umístil obrázek opice.

### Hudební kariéra
V listopadu 2016 vyhrál v anketě Český slavík v kategorii Hvězda internetu s písní Sto tisíc, ve které oslavoval překročení hranice 100 tisíc odběratelů na svém YouTube kanále. Sám nicméně o několik let později uvedl, že výhra pro něj není taková čest, neboť hlasování probíhalo formou ankety. V té době měl Porty již desítky tisíc fanoušků, kteří pro něj aktivně hlasovali. V rozhovoru pro magazín Refresher uvedl následující: „Kdyby tam šel někdo, kdo by měl větší publikum, tak klidně s mnohonásobně horší hudbou vyhraje“.
Svou hudební tvorbu zveřejňuje převážně na svém hudebním YouTube kanále. Mezi jeho nejúspěšnější písně patřily k roku 2024 kromě písně Sto tisíc také písně 22, Budou zlí nebo Ztrácím.